# Pietro Urries
Pietro Urries (fl. XVI secolo) è stato un vescovo cattolico italiano.

## Biografia
Pedro de Urrea o de Urieta, nelle fonti italiane noto come Pietro Urries, nato in Spagna, era il cugino del viceré di Sicilia Lope III Ximénez de Urrea y de Bardaixi (che governò durante il regno di Alfonso V) ed era inoltre l'ambasciatore di Spagna presso il papa. Il 6 febbraio 1517 venne consacrato vescovo di Siracusa, ma trovandosi ancora a Roma, poté governare la chiesa siracusana solo tramite vicari. Il vescovo era stato scelto dallo stesso re Carlo il 28 settembre 1516, dopo che la sede episcopale siracusana era rimasta vacante in seguito alla morte di Ramón Centelles, deceduto durante il viaggio che lo doveva condurre a Siracusa.
Carlo per Urries andò contro i dettami del cardinale Francisco Jiménez de Cisneros, il quale, dall'ottobre del 1516, manifestava la sua contrarietà alla presenza del nominato vescovo siracusano presso la Santa Sede, perché esso riteneva che nel contesto della neonata unificazione spagnola Urries rappresentasse gli aragonesi a Roma ma non i castigliani.)
A Urries il papa Leone X scrisse il 15 maggio 1517 il celebre breve apostolico, per i siracusani, che definiva la loro chiesa come la prima figlia di San Pietro e la seconda dedicata a Cristo dopo la chiesa di Antiochia (frase destinata a creare varie discussioni tra i teologi moderni). Così come Ramón Centelles, nemmeno Pietro Urries poté mai occupare la cattedra di Siracusa, poiché egli morì repentinamente a Roma il 15 marzo (o il 10 aprile) 1518.
Lo spagnolo Cristóbal Escobar (Lucio Cristoforo Scobar nei documenti italiani), canonico prima di Agrigento e poi di Siracusa («andaluso di nascita ma siciliano d'adozione») dedicò a Pietro Urries, nel 1519, il vocabolario latino-castellano tradotto nel dialetto siciliano, originariamente scritto da Antonio de Nebrija, del quale Escobar in Spagna fu allievo. A Escobar Siracusa deve, inoltre, la prima opera scritta in epoca moderna con lo scopo di desriverne la storia (egli infatti conosceva anche il greco, oltre al latino, e poté così consultare gli scritti degli antichi sui fasti siracusani) e il primo catalogo dei suoi vescovi.

## Genealogia episcopale
La genealogia episcopale è:
- Cardinale Guillaume d'Estouteville, O.S.B.Clun.
- Papa Sisto IV
- Papa Giulio II
- Cardinale Raffaele Riario
- Papa Leone X
- Vescovo Pietro Urries